# Les Diablons
Les Diablons, qui culminent à 3 609 m d'altitude (pointe centrale), sont un sommet des Alpes valaisannes, en Suisse, situé dans le canton du Valais, qui se compose de trois cimes.

## Toponymie
Le nom « Diablons » remonte à d'anciennes croyances qui voudraient que les sommets des montagnes soient habités par des créatures fantastiques comme le diable. « Diablons » est ainsi un diminutif de ce dernier. Cette origine est partagée notamment avec Les Diablerets.
La pointe sud des Diablons, d'une altitude de 3 538 m, se nomme « Diablon des Dames », nom attribué afin d'exprimer que l'accès à son sommet est le plus simple des trois.

## Géographie

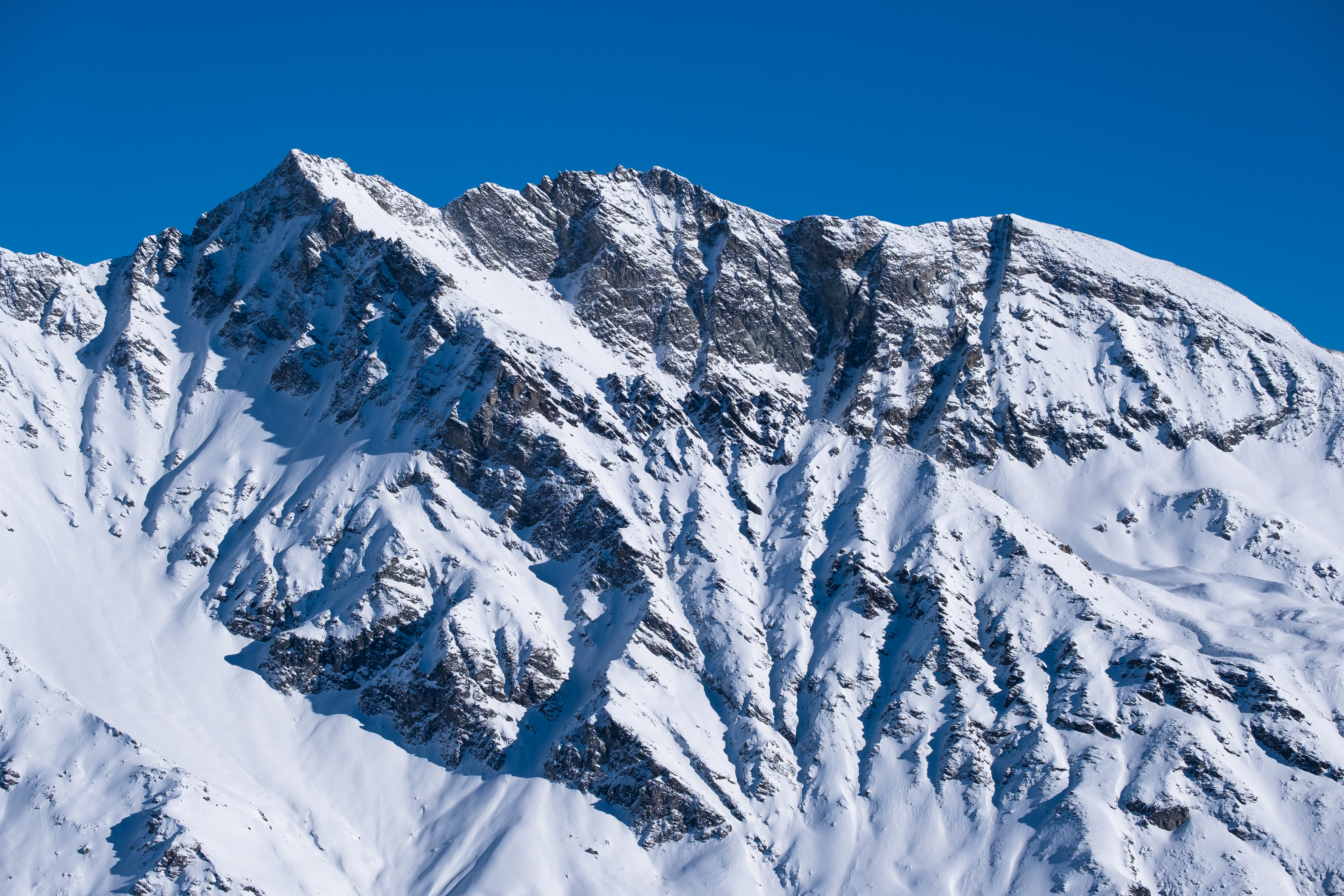
Les Diablons en hiver.

### Situation
Les Diablons se situent à la limite entre les districts de Loèche et de Sierre, dans le canton du Valais. Ils séparent ainsi le val de Tourtemagne du val d'Anniviers. Situés au nord de la tête de Milon, ils surplombent le glacier de Tourtemagne à l'est et le village de Zinal à l'ouest. Le col de Tracuit à 3 227 m sépare les Diablons de la tête de Milon.
Les Diablons forment une arête en contrefort nord-ouest du Weisshorn. Celle-ci s'étend du col de Tracuit au Frilijoch et se compose de trois cimes principales, du sud au nord : le Diablon des Dames (3 538 m), le point culminant (3 609 m) et la cime nord (3 594 m),. Le glacier des Diablons repose sur le versant nord-est de ce dernier.

### Géologie
Comme les autres grands sommets du val d'Anniviers (Grand Cornier, dent Blanche, Zinalrothorn, Weisshorn, Bishorn, etc.), les Diablons sont constitués de gneiss d'Arolla ayant l'aspect d'un granite plus ou moins schisteux de couleur vert tendre

## Histoire
Le point culminant des Diablons est gravi pour la première fois le 24 août 1863 par Sedley Taylor et George D. Whatman accompagnés de Franz Andenmatten et Joseph Viennin. Partis de Zinal à 4 h 15, ils empruntent l'arête sud-ouest du Diablon des Dames et arrivent au sommet central à 11 h,.

## Accès
L'ascension des Diablons se fait généralement depuis Zinal ou à partir de la cabane de Tracuit (à 3 259 m) pour la traversée sud-nord. L'accès depuis le val de Tourtemagne est particulièrement difficile.